# Baishanzu
Baishanzu (kinesiska: 车根, 百山祖乡) är en köping i Kina. Den ligger i provinsen Zhejiang, i den östra delen av landet, omkring 300 kilometer söder om provinshuvudstaden Hangzhou. Antalet invånare är 965. Befolkningen består av 423 kvinnor och 542 män. Barn under 15 år utgör 5,0 %, vuxna 15-64 år 73 %, och äldre över 65 år 20,0 %.
Runt Baishanzu är det ganska tätbefolkat, med 90 invånare per kvadratkilometer. Närmaste större samhälle är Wudabao, 14,3 km söder om Baishanzu. I omgivningarna runt Baishanzu växer i huvudsak blandskog.
Genomsnittlig årsnederbörd är 2 342 millimeter. Den regnigaste månaden är juni, med i genomsnitt 422 mm nederbörd, och den torraste är oktober, med 61 mm nederbörd.